# Tyrannochthonius floridensis
Espèce
Tyrannochthonius floridensis est une espèce de pseudoscorpions de la famille des Chthoniidae.

## Distribution
Cette espèce est endémique des États-Unis. Elle se rencontre en Floride dans les comtés de Jackson et de Liberty et en Alabama dans les comtés de Hale, de Lee, de Cleburne, de Morgan et de Marshall,.

## Description
Le mâle holotype mesure 1,31 mm, Tyrannochthonius floridensis mesure de 1,00 à 1,40 mm.

## Étymologie
Son nom d'espèce, composé de florid[e] et du suffixe latin -ensis, « qui vit dans, qui habite », lui a été donné en référence au lieu de sa découverte, la Floride.

## Publication originale
- Malcolm & Muchmore, 1985 : An unusual species of Tyrannochthonius from Florida (Pseudoscorpionida, Chthoniidae). Journal of Arachnology, vol. 13, no 3, p. 403-405 (texte intégral).